# Nick Morgan
Nick Morgan (* 6. Februar 1939) ist ein ehemaliger britischer Kugelstoßer.
1958 wurde er für England startend Fünfter bei den British Empire and Commonwealth Games in Cardiff.
Seine persönliche Bestleistung von 16,95 m stellte er am 23. September 1961 in Colombes auf.